# Маккаган, Дафф
Майкл Эндрю «Дафф» «Роуз» Маккаган (англ. Michael Andrew "Duff" "Rose" McKagan; 5 февраля 1964, Сиэтл) — американский музыкант и журналист, наиболее известный по его 13-летнему пребыванию в составе рок-группы Guns N' Roses. В настоящее время играет на бас-гитаре в группах Velvet Revolver и Jane's Addiction, также является вокалистом и гитаристом собственного сольного панк-рок проекта Duff McKagan’s Loaded и колумнистом еженедельников SeattleWeekly.com и Playboy.com, где его колонка называется Duffonomics. Журнал Rolling Stone поместил Маккагана на 49-е место в списке величайших басистов всех времён.

## Биография

### Ранние годы: 1964—1984
Майкл Эндрю Маккаган родился в Сиэтле, штат Вашингтон 5 февраля 1964 года. Он был младшим из восьми детей Элмера (Мак) и Алисы (Мария) Маккаганов. Они были музыкальной семьёй, каждый из них играл, по крайней мере, на одном музыкальном инструменте. Его брат Брюс преподавал ему первые уроки игры на бас-гитаре. Маккаган развивал свои навыки, самостоятельно играя песни из альбомов «1999» Принса и «Damaged» группы Black Flag.
Подрастая, Маккаган был поклонником таких артистов, как James Gang, Слай Стоун, Led Zeppelin, Vanilla Fudge, Джими Хендрикс и New York Dolls. Его кумиром в это время был Джонни Сандерс.
Хотя он наиболее известен как басист, Маккаган также играл на барабанах в нескольких группах, включая выступление с сиэтлской поп-панк-группой Fastbacks (в которую он вступил в возрасте 15 лет, в 1979 году) и The Vains с Крисом Юттингом. В период с 1979 по 1982 годы Маккаган играл на гитаре в панк-группе The Living, которая открывала шоу для Hüsker Dü и D.O.A. и имела преданных поклонников. Первоначально группа состояла из Криса Юттинга (The Vains) и Маккагана; Юттинг перешёл на ударные и гитару, чтобы играть песни, написанные Джоном Конте, Юттингом и Маккаганом. В 1980 году Юттинг покинул группу и теперь Маккаган мог сосредоточиться на гитаре, а Грэг Гилмор был взят в состав в качестве барабанщика, после чего группа стала значительно более мощным и целенаправленным коллективом. The Living отыграла на многочисленных шоу и записала несколько неизданных демо. Помимо этого группа запомнилась тем, что Грэг Гилмор позже стал барабанщиком групп Chubby Children и Mother Love Bone.
В 1984 году Маккаган какое-то время жил в Лос-Анджелесе и работал в ресторане Black Angus (в районе Northridge), калифорнийском закусочном сервере.
В 19 лет Маккаган отправился в Калифорнию, откликнувшись в журнале на объявление о поиске басиста. Там, в легендарной круглосуточной закусочной Canter’s, он встретился с гитаристом Слэшем и барабанщиком Стивеном Адлером из группы Road Crew. Маккаган хотел играть панк с уклоном в рок 70-х, но вместо этого увидел двух длинноволосых парней.
Когда я встретился со Слэшем и Стивеном впервые, это было странно, потому что я никогда не встречал таких парней прежде — местных жителей Лос-Анджелеса. В ту ночь мы пошли и напились, а потом у нас была эта злополучная группа. Это была группа Слэша, «Road Crew».Оригинальный текст (англ.)When I met Slash and Steven for the first time", he said, "it was weird, 'cause I'd never met guys like this before — L.A. locals. We went out that night and got drunk, and then we had this ill-fated band. It was Slash's band, Road Crew.
Свой родной Сиэтл Маккаган в ту пору описывает, как «шумный рок-н-рольный город с хип-хоп подпольем».

### Guns N' Roses: 1985—1993
После распада групп L.A. Guns и Hollywood Rose, Эксл Роуз и Иззи Стрэдлин присоединились к Трейси Ганзу, Оле Бейху и Робу Гарднеру, там самым сформировав состав для выступлений на уже назначенных концертах. 6 июня 1985 года, после двух дней репетиций, группа сыграла дебютный концерт как Guns N' Roses в ночном клубе «The Troubadour». Маккаган стал басистом, заменив Оле Бейха.
Маккаган, как и Иззи Стрэдлин, исполнял несколько песен в качестве вокалиста (такие как «So Fine» из альбома «Use Your Illusion II» и нескольких композиций на кавер-альбоме «The Spaghetti Incident?», в том числе концертный фаворит «Attitude», кавер-версию The Misfits. Будучи фанатом Sex Pistols, Ramones и The Clash, он привнес в группу влияние панка; Маккаган также ссылается на Пола Симонона из The Clash, как его любимого басиста. Кроме этого он фанат Сида Вишеса.
Стивен Адлер и Стрэдлин покинули группу в 1990 и 1991 годах соответственно. Между тем в 1990 году Маккаган и Слэш сочинили и сыграли несколько песен в альбоме «Brick by Brick» Игги Попа.

### Believe in Me: 1993
В 1993 году, после нескольких попыток реабилитации от наркотической зависимости, Маккаган приступил к сольной карьере с альбомом «Believe in Me». Партии почти всех инструментов в этом альбоме музыкант записал самостоятельно.

### Восстановление
10 мая 1994 года Маккагану стало очень плохо из-за опухоли поджелудочной железы, она была размером с футбольный мяч (в связи с острым панкреатитом, вызванным чрезмерным употреблением алкоголя). Дафф пытался обуздать свои пристрастия к алкоголю и наркотикам, отказавшись от кокаина и водки и переключившись на вино и светлое пиво. Маккаган находился в своем сиэтлском доме, когда он упал с кровати на пол, не в силах подняться. Дафф испытывал острые боли в животе, ему удалось позвонить близкому другу, и он был доставлен в сиэтлский медицинский центр.
Опухоль поджелудочной железы пропускала пищеварительные ферменты в его тело, создавая ожоги третьей степени в нижней части его тела. Доктор Маккагана не стал делать операцию сразу же, вместо этого он вел наблюдение Даффа в течение нескольких дней. Если бы операция была проведена сразу, Маккагану пришлось бы провести остаток своей жизни на диализе. Опухоль пошла на убыль, но Маккаган получил суровый урок. Врачи заявили, что если он не бросит пить, то умрёт в течение месяца, поэтому Дафф решил стать трезвенником.

### Сольная карьера: 1993—2000
В 1995 году Маккаган сотрудничал со Слэшем в его сольном проекте Slash's Snakepit, в том числе был соавтором песни «Beggars and Hangers-On», которую он исполнил на концерте группы в Palace, в мае того же года.
Маккаган также пробовал себя в актерской карьере. В 1997 году он снялся в телесериале «Скользящие» в роли мертвого вампира-рокера. Трансляция сериала проходила в мае того же года.
В 1999 году он участвовал в альбоме «Humanary Stew: a Tribute to Alice Cooper» и помогал своему бывшему напарнику по Guns N' Roses Иззи Стрэдлину в записи его третьего альбома «Ride On». В том же году Маккаган спродюсировал дебютный мини-альбом группы Betty Blowtorch, названный «Get Off». Позже, в 2001-м он появился в документальном фильме Betty Blowtorch and Her Amazing True Life Adventures режиссёра Энтони Скарпа.
В 2000 году Маккаган вместе с Уэйном Крамером из MC5 и Брайаном Джеймсом из The Damned собрал группу Mad for the Racket, также известную как The Racketeers. На место барабанщика они пригласили несколько звездных гостей, таких как Стюарт Коупленд (The Police), Клем Барк (Blondie) и Брук Эвери (англ. Brock Avery).
В 2001 году воссоединились Loaded, выступив в сиэтлском клубе. В том же году Маккаган бежал марафон под номером «11468».

### Neurotic Outsiders: 1995—1997, 1999, 2006
Первоначально состав группы был сбором друзей, которые джемовали вместе в Viper Room. Дафф сформировал группу вместе с Стивом Джонсом из Sex Pistols, Джоном Тейлором из Duran Duran и его коллегой по группе Guns N' Roses Мэттом Сорумом. Они записали один одноименный альбом в 1996 году на лейбле Maverick Records, а также совершили краткий тур по Европе и Северной Америке.
В апреле 1999 года они воссоединились на короткое время, дав три концерта в Viper Room.
Группа воссоединилась вновь, 7 декабря 2006 года, отыграв один концерт.

### Loaded: 1999, 2000—2002, 2008—2012
В 1998 году Дафф Маккаган подписывает контракт с лейблом Geffen Records и начинает работу над своим вторым сольным альбомом Beautiful Disease.
К тому времени, как запись пластинки была окончена, Маккаган организует гастрольный тур. В концертную группу музыканта, получившую название «Loaded» вошли Майкл Бэрраган, Дез Кадена и Патрик «Таз» Бентли. Уже после начала активных гастролей в поддержку Beautiful Disease становится известно, что Geffen теперь является частью компании Interscope Records. Итогом этого стала невозможность издать диск на коммерческой основе. Тем не менее Loaded продолжили выступления, а в мае 1999 года выпустили концертный альбом Episode 1999: Live.
В июле 2001 года выходит дебютный студийный альбом группы — Dark Days; год спустя состоялся релиз для европейского рынка.
22 сентября 2008 года в продажу поступает мини-альбом Wasted Heart, куда вошла часть треков июньских сессий. На одну из песен EP «No More» был снят видеоклип.
Релиз второго студийного альбома Sick состоялся весной 2009 года. Пластинка дебютировала на 43-й строчке чарта Top Heatseekers с проданным тиражом 1,400 экземпляров за первую неделю.
Третий студийный альбом Loaded The Taking поступил в продажу в апреле 2011. Диск разошёлся тиражом более 2,300 копий в первую неделю, тем самым расположившись на 12-м месте Top Heatseekers. Альбом получил положительные отзывы от музыкальных критиков; рецензенты сошлись на мнении, что Loaded мастерски эксплуатируют влияния рок-музыки прошлых лет.
В настоящее время ничего не сообщается о предстоящих релизах или гастролях группы. Маккаган занялся сторонними проектами и вновь примкнул к составу Guns N’ Roses.

## Личная жизнь
27 августа 1997 у него родилась дочь Грэйс от модели и дизайнера купальников Сьюзан Холмс. Они поженились 28 августа 1999 года. 14 июля 2000 года у них родилась вторая дочь, Mэй Мэри.
В 1998 году Дафф вернулся в школу и получил диплом об общем образовании. В конце концов он отправился в сиэтлский Central Community College, а затем в университет Сиэтла, получив степень бакалавра в области финансов. После изучения финансовых отчетов, во время его пребывания в Guns N' Roses, он решил, что хочет заниматься этим более серьёзно.
В настоящее время Дафф публикуется в финансовой колонке журнала «Playboy»
В апреле 1994 года Маккаган был одним из последних подтвержденных людей, которые видели фронтмена группы Nirvana, Курта Кобейна живым. Он сидел рядом с Кобейном во время полета из Лос-Анджелеса в Сиэтл.